# Văn bia
Văn bia bao gồm bia kí, bia văn, bia minh, mộ chí minh là thể loại văn học lịch sử trung đại, rất phổ biến ở các nước Đông Á như Trung Quốc, Việt Nam, Triều Tiên, Nhật Bản.
Văn bia là những bài văn khắc trên bia đặt ở chùa chiền, đền miếu, lăng mộ, cầu, đình,… để ghi công tích các bậc danh nhân, anh hùng hoặc các sự kiện quan trọng đáng nhớ, thường viết bằng văn xuôi, phần minh thường được viết bằng văn vần, gồm phần ghi chép tiểu sử, lai lịch và phần ngợi ca, phẩm bình.
Ở Trung Quốc, nổi tiếng có Thái Sơn khắc văn của Tần Thủy Hoàng, Phong Yên Nhiên sơn minh của Ban Cố, Liễu Tử hậu mộ chí minh của Hàn Dũ (không vần). Ở Việt Nam, văn bia có hàng vạn, đáng kể là Văn bia núi Chí Linh của Nguyễn Trãi, Bài minh chùa Linh Xứng núi Ngưỡng Sơn của Pháp Bảo,…